# Tamarac
Tamarac ist eine Stadt im Broward County im US-Bundesstaat Florida.
Das U.S. Census Bureau hat bei der Volkszählung 2020 eine Einwohnerzahl von 71.897 ermittelt. Das Stadtgebiet hat eine Größe von 30,8 km².

## Geographie

### Lage
Tamarac befindet sich etwa 15 Kilometer nordwestlich von Fort Lauderdale und 40 Kilometer nördlich von Miami. Im Uhrzeigersinn grenzt Tamarac an Coral Springs, North Lauderdale, Lauderdale Lakes, Lauderhill und Sunrise. Im Westen grenzt die Stadt an die Everglades.

### Klima
Das Klima ist mild und warm, leicht mit einem leichten Wind von See. Statistisch regnet es in den Sommermonaten an durchschnittlich 40 % der Tage, wenn auch nur kurzfristig. Die höchsten Temperaturen sind im Mai bis Oktober, mit bis zu 31 °C. Die kältesten Monate von Dezember bis Februar mit durchschnittlich nur 12 °C. Schneefall ist in der Region nahezu unbekannt.

## Geschichte
Im 17. und 18. Jahrhundert lebten hier noch die amerikanischen Ureinwohner, die Indianer vom Stamm der Abaniki sowie hauptsächlich Piraten, die auf eine Gelegenheit warteten, eine spanische Galeone zu überfallen. Damals waren viele Schiffe mit Gold und Silber beladen, wenn sie die Heimreise antraten. Oft wurden die Schiffe durch falsche Leuchtsignale auch gegen die Klippen geführt, wo die Schiffe strandeten und somit eine leichte Beute waren. Erleichtert wurde dies durch die schlechten Navigations-Hilfsmittel, die die Schiffe an Bord hatten. Ab und an kam es auch vor, dass ein Orkan die Schiffe einfach an Land spülte. So manche Familie hat in dieser Zeit den Grundstein für ihren späteren Reichtum gelegt.

### Demographische Daten
Laut der Volkszählung 2010 verteilten sich die damaligen 60.427 Einwohner auf 32.794 Haushalte. Die Bevölkerungsdichte lag bei 2048,4 Einw./km². 67,2 % der Bevölkerung bezeichneten sich als Weiße, 23,1 % als Afroamerikaner, 0,2 % als Indianer und 2,5 % als Asian Americans. 4,2 % gaben die Angehörigkeit zu einer anderen Ethnie und 2,8 % zu mehreren Ethnien an. 24,3 % der Bevölkerung bestand aus Hispanics oder Latinos.
Im Jahr 2010 lebten in 21,8 % aller Haushalte Kinder unter 18 Jahren sowie 44,0 % aller Haushalte Personen mit mindestens 65 Jahren. 56,4 % der Haushalte waren Familienhaushalte (bestehend aus verheirateten Paaren mit oder ohne Nachkommen bzw. einem Elternteil mit Nachkomme). Die durchschnittliche Größe eines Haushalts lag bei 2,12 Personen und die durchschnittliche Familiengröße bei 2,77 Personen.
18,2 % der Bevölkerung waren jünger als 20 Jahre, 22,9 % waren 20 bis 39 Jahre alt, 24,7 % waren 40 bis 59 Jahre alt und 34,0 % waren mindestens 60 Jahre alt. Das mittlere Alter betrug 47 Jahre. 44,6 % der Bevölkerung waren männlich und 55,4 % weiblich.
Das durchschnittliche Jahreseinkommen lag bei 41.837 $, dabei lebten 10,4 % der Bevölkerung unter der Armutsgrenze.
Im Jahr 2000 war Englisch die Muttersprache von 78,80 % der Bevölkerung, spanisch sprachen 13,69 % und 7,51 % hatten eine andere Muttersprache.

## Wirtschaft und Infrastruktur
Die größten Arbeitgeber waren 2018:
| Arbeitgeber                               | Arbeitnehmer |
| ----------------------------------------- | ------------ |
| University Pavilion Hospital              | 768          |
| Publix                                    | 529          |
| City Furniture                            | 400          |
| City of Tamarac                           | 380          |
| Richline Group                            | 329          |
| Interplex Sun Belt, Inc.                  | 185          |
| Arrigo Dodge Chrysler Jeep Sawgrass       | 138          |
| Charter Schools USA at Broward-University | 130          |
| Cheddars Café                             | 125          |
| Tamarac Convalescent Center               | 125          |

### Verkehr
Durch das Stadtgebiet verläuft der U.S. Highway 441 sowie die Florida State Roads 7, 91 (Florida’s Turnpike), 817 und 869 (Sawgrass Expressway, mautpflichtig).

### Schulen
- Challenger Elementary School
- Tamarac Elementary School
- Millennium Middle School

### Weiterführende Bildungseinrichtungen
Weiterführende Bildungseinrichtungen gibt es im etwa 15 Kilometer entfernt liegenden Fort Lauderdale oder im etwa 35 km entfernten Miami
- Palm Beach Community College in Lake Worth, (ca. 8.350 Studenten)
- Florida Atlantic University in Boca Raton, (ca. 14.300 Studenten)
- Indian RiverCommunity College in Fort Pierce, (ca. 6.100 Studenten)
- Keiser College in Fort Lauderdale, (ca. 2.800 Studenten)
- Broward Community College in Fort Lauderdale, (ca. 12.700 Studenten)
- Art Institute of Fort Lauderdale in Fort Lauderdale, (ca. 2.500 Studenten)

### Kliniken
- University Hospital and Medical Center
- Health South Sunrise Rehabilitation Hospital in Sunrise
- Florida Medical Center in Fort Lauderdale
- Northwest Medical Center in Margate

### Parks und Sportmöglichkeiten
Es gibt ein breites Angebot von verschiedenen Stadtparks sowie mehrere sportliche Einrichtungen sowie Spielwiesen und Möglichkeiten zum Camping. Im Einzelnen: „Caporella Park“, „Sunset Point Park“, „Veterans’ Park“, „Tamarac Park“, „Tamarac Sports Complex“, „Tamarac Multi-Purpose Center“.

## Religion
In Tamarac gibt es derzeit sieben verschiedene Kirchen aus sechs unterschiedlichen Konfessionen. Unter den zu einer Konfession gehörenden Kirchen ist die Katholische Kirche mit zwei Kirchen am stärksten vertreten. Weiterhin gibt es eine zu keiner Konfession gehörende Kirche (Stand: 2004).

## Kriminalität
Die Kriminalitätsrate lag im Jahr 2010 mit 207 Punkten (US-Durchschnitt: 266 Punkte) im durchschnittlichen Bereich. Es gab einen Mord, zwölf Vergewaltigungen, 57 Raubüberfälle, 116 Körperverletzungen, 364 Einbrüche, 810 Diebstähle und 95 Autodiebstähle.